# Delphinium lingbaoense
Delphinium lingbaoense là một loài thực vật có hoa trong họ Mao lương. Loài này được S.Y.Wang & Q.S.Yang mô tả khoa học đầu tiên năm 1989.